# Cassidinopsis lacertosa
Cassidinopsis lacertosa är en kräftdjursart som först beskrevs av Baker 1908.  Cassidinopsis lacertosa ingår i släktet Cassidinopsis och familjen klotkräftor. Inga underarter finns listade i Catalogue of Life.